# Coupe de France de futsal 2018-2019
Navigation
2017-2018 2019-2020
La Coupe de France de futsal 2018-2019 est la vingt-cinquième édition de la compétition et se déroule en France entre février et mai 2019 pour sa phase finale.
Dans une finale entre clubs franciliens de première division disputée à Blois (Centre-Val de Loire), le Sporting Paris prend largement le dessus sur Garges Djibson (7-1) et remporte pour la sixième fois la Coupe nationale. L'ASC Garges Djibson futsal subi en revanche son troisième revers en autant de finales, après celles de 2015 et 2016.

## Déroulement
La compétition se joue en tournoi à élimination directe. Les treize clubs de Division 1 entrent dans la compétition au stade des 32es de finale. Les clubs de D2 entrent en lice pour les finales régionales (organisés par chaque ligue régionale).
Le tirage au sort a lieu entre chaque tour national, sauf pour les demi-finales. Le tableau des demies est défini lors du tirage des quarts de finale.
| Tour               | Rencontres               | Tirage au sort      | Participants |
| ------------------ | ------------------------ | ------------------- | ------------ |
| Finales régionales | dimanche 13 janvier 2019 | -                   | ? + 20 D2    |
| 32es de finale     | samedi 9 février 2019    | jeudi 17 janvier    | 52 + 12 D1   |
| 16es de finale     | samedi 2 mars 2019       | mercredi 13 février | 32           |
| 8es de finale      | samedi 23 mars 2019      | mercredi 6 mars     | 16           |
| Quarts de finale   | samedi 13 avril 2019     | mardi 26 mars       | 8            |
| Demi-finales       | samedi 27 avril 2019     | mardi 26 mars       | 4            |
| Finale             | samedi 11 mai 2019       | -                   | 2            |

## Tours qualificatifs nationaux

### 32esde finale
L'AS Châteaugiron La Masia (Départemental 2) crée la surprise en s'imposant 3 buts à 2 contre le Nantes C'West (Division 2). L'équipe d'Ille-et-Vilaine devient le Petit Poucet de la compétition.
| Résultats des 32es de finale | Résultats des 32es de finale | Résultats des 32es de finale | Résultats des 32es de finale      | Résultats des 32es de finale | Résultats des 32es de finale  |
| Groupe                       | Date                         | Heure                        | Domicile                          | Score                        | Extérieur                     |
| ---------------------------- | ---------------------------- | ---------------------------- | --------------------------------- | ---------------------------- | ----------------------------- |
| A                            | samedi 9 février 2019        | 16:00                        | Toulon Est (R)                    | 9 - 2                        | Vénissieux FC (D2)            |
| A                            | samedi 9 février 2019        | 19:00                        | Caluire FC (R)                    | 5 - 4                        | Toulouse Métropole futsal (R) |
| A                            | samedi 9 février 2019        | 20:00                        | Condrieu FC (R)                   | 4 - 3                        | Beaucaire Futsal (D1)         |
| A                            | samedi 9 février 2019        | 16:00                        | USJ Furiani (D2)                  | 3 - 7                        | Toulouse Métropole FC (D2)    |
| A                            | samedi 9 février 2019        | 20:00                        | UJS Toulouse (D1)                 | 5 - 7                        | FC Chavanoz (R)               |
| A                            | samedi 9 février 2019        | 17:00                        | Pays voironnais F. (R)            | 0 - 5                        | Montpellier Méditerranée (D2) |
| A                            | samedi 9 février 2019        | 20:00                        | AMFC Ste Tulle Pierrevert (R)     | 2 - 8                        | Toulon Élite (D1)             |
| A                            | samedi 9 février 2019        | 16:00                        | Saint-Henri FC (R)                | 4 - 2                        | Plaisance All Stars (D2)      |
| B                            | samedi 9 février 2019        | 16:00                        | AS Pessac Chataigneraie (R)       | 10 - 4                       | FC Libourne (R)               |
| B                            | samedi 9 février 2019        | 16:00                        | ASL Chemin Vert (R)               | 3 - 5                        | Garges Djibson (D1)           |
| B                            | samedi 9 février 2019        | 16:00                        | Chateaugiron Masia FC (3)         | 3 - 2                        | Nantes C'West (D2)            |
| B                            | vendredi 8 février 2019      | 21:30                        | FC St-Bugan Loudeac (R)           | 5 - 4                        | Cesson Celta F. (R)           |
| B                            | samedi 9 février 2019        | 15:00                        | ABP Saint-Médard (R)              | 5 - 8                        | Hérouville Futsal (D2)        |
| B                            | dimanche 10 février 2019     | 15:30                        | St-Herblain Pépite (R)            | 0 - 9                        | Kremlin-Bicêtre F. (D1)       |
| B                            | samedi 9 février 2019        | 19:00                        | Le Mans FC (R)                    | 1 - 9                        | TA Rennes (D2)                |
| B                            | samedi 9 février 2019        | 16:00                        | Nantes Métropole (D1)             | 5 - 2                        | Étoile lavalloise FC (D2)     |
| C                            | samedi 9 février 2019        | 20:00                        | AS Avion F. (R)                   | 3 - 9                        | Béthune Futsal (D1)           |
| C                            | samedi 9 février 2019        | 16:00                        | FCO St-Jean-de-la-Ruelle (R)      | 4 - 1                        | AS Lieusaint Foot (R)         |
| C                            | samedi 9 février 2019        | 16:00                        | Reims Métropole (D2)              | 2 - 5                        | Lille Fâche-T. (D2)           |
| C                            | samedi 9 février 2019        | 18:30                        | Orchies Pévèle FC (D2)            | 3-3 tab 3-2                  | Roubaix AFS (D1)              |
| C                            | samedi 9 février 2019        | 16:00                        | Les Nomades F. (3)                | 3 - 9                        | Bagneux Futsal (D2)           |
| C                            | samedi 9 février 2019        | 16:00                        | Teteghem F. (R)                   | 4 - 5                        | Villeneuve d'Ascq F. (R)      |
| C                            | samedi 9 février 2019        | 16:00                        | CMS Oissel (R)                    | 1 - 6                        | Bastia Agglo (D1)             |
| C                            | samedi 9 février 2019        | 17:00                        | Libercourt F. (R)                 | 3 - 8                        | SC Marcouville (R)            |
| D                            | samedi 9 février 2019        | 15:00                        | AS Martel Caluire (D2)            | 0 - 6                        | ACCES FC (D1)                 |
| D                            | samedi 9 février 2019        | 15:00                        | SF Besançon (R)                   | 0 - 4                        | Sporting Club Paris (D1)      |
| D                            | samedi 9 février 2019        | 16:00                        | Collectif Illzach F. (R)          | 4 - 5                        | Pfastatt Futsal (D2)          |
| D                            | samedi 9 février 2019        | 16:00                        | US raonnaise (3)                  | 2 - 4                        | FC Brunstatt (R)              |
| D                            | samedi 9 février 2019        | 16:30                        | Team Montceau Foot (R)            | 6 - 9                        | EU Torcy F. (D2)              |
| D                            | samedi 9 février 2019        | 16:30                        | SC Lure (R)                       | 4 - 6                        | Héricourt SG (R)              |
| D                            | samedi 9 février 2019        | 18:00                        | Étoile FC Melun (R)               | 3 - 9                        | Paris ACASA (D1)              |
| D                            | ?                            | ?                            | Neuhof F. (D2) ou AJF Hautepierre | ?                            | FC Dijon Clénay (D2)          |

Les clubs suivis de « (R) » jouent au niveau régional, celles avec « (3) » évoluent au niveau départemental ou ne dispute pas de championnat de futsal.

### 16esde finale
| Résultats des 16es de finale | Résultats des 16es de finale | Résultats des 16es de finale | Résultats des 16es de finale | Résultats des 16es de finale | Résultats des 16es de finale  |
| Groupe                       | Date                         | Heure                        | Domicile                     | Score                        | Extérieur                     |
| ---------------------------- | ---------------------------- | ---------------------------- | ---------------------------- | ---------------------------- | ----------------------------- |
| A                            | samedi 2 mars 2019           | 16:00                        | Toulon Est (R)               | 1 - 9                        | Montpellier Méditerranée (D2) |
| A                            | vendredi 1er mars 2019       | 20h45                        | Toulouse Métropole FC (D2)   | 5 - 2                        | Bastia Agglo (D1)             |
| A                            | samedi 2 mars 2019           | 16:00                        | Condrieu FC (R)              | 1 - 5                        | FC Chavanoz (R)               |
| A                            | samedi 2 mars 2019           | 16:00                        | Saint-Henri FC (R)           | 4 - 7                        | Toulon Élite (D1)             |
| B                            | samedi 2 mars 2019           | 16:00                        | AS Pessac Chataigneraie (R)  | 1 - 6                        | Kremlin-Bicêtre F. (D1)       |
| B                            | samedi 2 mars 2019           | 16:00                        | Chateaugiron Masia FC (3)    | 5 - 11                       | Nantes Métropole (D1)         |
| B                            | vendredi 8 mars 2019         | 21:30                        | FC St-Bugan Loudeac (R)      | 2 - 9                        | TA Rennes (D2)                |
| B                            | samedi 2 mars 2019           | 16:00                        | EU Torcy F. (D2)             | 8 - 5                        | Hérouville Futsal (D2)        |
| C                            | samedi 2 mars 2019           | 18:00                        | Béthune Futsal (D1)          | 2 - 6                        | Orchies Pévèle FC (D2)        |
| C                            | samedi 2 mars 2019           | 16:00                        | FCO St-Jean-de-la-Ruelle (R) | 2 - 4                        | ACCES FC (D1)                 |
| C                            | samedi 2 mars 2019           | 16:00                        | Bagneux Futsal (D2)          | 10 - 8 a. p.                 | Lille Fâche-T. (D2)           |
| C                            | samedi 2 mars 2019           | 16:00                        | SC Marcouville (R)           | 8 - 0                        | Villeneuve d'Ascq F. (R)      |
| D                            | samedi 2 mars 2019           | 16:00                        | Sporting Club Paris (D1)     | 5 - 1                        | Pfastatt F. (D2)              |
| D                            | samedi 2 mars 2019           | 17:00                        | Héricourt SG (R)             | 5 - 3 a. p.                  | FC Brunstatt (R)              |
| D                            | samedi 2 mars 2019           | 16:00                        | Paris ACASA (D1)             | 15 - 2                       | FC Dijon Clénay (D2)          |
| D                            | samedi 2 mars 2019           | 15:00                        | Caluire FC (R)               | 2 - 4                        | Garges Djibson (D1)           |

## Tableau à partir des8esde finale
Malgré sa défaite en huitième de finale, le Toulon Élite Futsal est repêché et Montpellier Méditerranée, qui avait remporté le match, est disqualifié de la compétition pour avoir aligné des joueurs non qualifiés (certificats médicaux frauduleux). Au même tour, la rencontre chez l'ACCES FC face à Garges Djibson est arrêtée, et Garges qualifié.
En quarts de finale, le Kremlin-Bicêtre, tenant du trophée, et le SC Paris s'imposent à domicile, respectivement contre Orchies Pevèle FC (2-1) et Toulon Élite (4-2). De leur côté, Paris ACASA et Garges Djibson l'emportent en déplacement, sur les terrains de Nantes Métropole (6-2) et Tour d'Auvergne de Rennes (3-2). Les demi-finales de la Coupe nationale futsal 2018-2019 sont donc totalement franciliennes.
Dans le dernier carré, Garges Djibson, alors septième de Division 1 futsal, s’impose à domicile face au Kremlin-Bicêtre Futsal (4-2), triple vainqueur de l’épreuve et troisième du championnat. Le Sporting Paris, recordman de victoire de la Coupe et cinquième de D1, prend la mesure du Paris ACASA (4-1), neuvième en championnat.
|  | Huitièmes de finale samedi 23 mars 2019 | Huitièmes de finale samedi 23 mars 2019 |                        |         | Quarts de finale samedi 13 avril 2018 - 16h | Quarts de finale samedi 13 avril 2018 - 16h |  |  | Demi-finales samedi 27 avril 2018 - 16h | Demi-finales samedi 27 avril 2018 - 16h |  |  | Finale | Finale |
|  | Huitièmes de finale samedi 23 mars 2019 | Huitièmes de finale samedi 23 mars 2019 |                        |         | Quarts de finale samedi 13 avril 2018 - 16h | Quarts de finale samedi 13 avril 2018 - 16h |  |  | Demi-finales samedi 27 avril 2018 - 16h | Demi-finales samedi 27 avril 2018 - 16h |  |  | Finale | Finale |
|  |                                         |                                         |                        |         |                                             |                                             |  |  |                                         |                                         |  |  |        |        |
|  | 12h00                                   |                                         |                        |         |                                             |                                             |  |  |                                         |                                         |  |  |        |        |
|  |                                         |                                         |                        |         |                                             |                                             |  |  |                                         |                                         |  |  |        |        |
|  | FC Chavanoz (R)                         | 5                                       |                        |         |                                             |                                             |  |  |                                         |                                         |  |  |        |        |
|  | FC Chavanoz (R)                         | 5                                       |                        |         |                                             |                                             |  |  |                                         |                                         |  |  |        |        |
|  | Nantes Métropole (D1)                   | 7                                       |                        |         |                                             |                                             |  |  |                                         |                                         |  |  |        |        |
|  | Nantes Métropole (D1)                   | 7                                       | Nantes Métropole       | 2       |                                             |                                             |  |  |                                         |                                         |  |  |        |        |
|  | 16h00                                   |                                         | Nantes Métropole       | 2       |                                             |                                             |  |  |                                         |                                         |  |  |        |        |
|  | Paris ACASA                             | 6                                       |                        |         |                                             |                                             |  |  |                                         |                                         |  |  |        |        |
|  | Paris ACASA                             | 6                                       | EU Torcy F. (D2)       | 2 tab 1 |                                             |                                             |  |  |                                         |                                         |  |  |        |        |
|  |                                         |                                         | EU Torcy F. (D2)       | 2 tab 1 |                                             |                                             |  |  |                                         |                                         |  |  |        |        |
|  | Paris ACASA (D1)                        | 2 tab 2                                 |                        |         |                                             |                                             |  |  |                                         |                                         |  |  |        |        |
|  | Paris ACASA (D1)                        | 2 tab 2                                 | Garges Djibson         | 4       |                                             |                                             |  |  |                                         |                                         |  |  |        |        |
|  | 16h00                                   |                                         | Garges Djibson         | 4       |                                             |                                             |  |  |                                         |                                         |  |  |        |        |
|  | Kremlin-Bicêtre F.                      | 2                                       |                        |         |                                             |                                             |  |  |                                         |                                         |  |  |        |        |
|  | Kremlin-Bicêtre F.                      | 2                                       | Montpellier MF (D2)    | 3 tab 3 |                                             |                                             |  |  |                                         |                                         |  |  |        |        |
|  |                                         |                                         | Montpellier MF (D2)    | 3 tab 3 |                                             |                                             |  |  |                                         |                                         |  |  |        |        |
|  | Toulon Élite (D1)                       | 3 tab 1                                 |                        |         |                                             |                                             |  |  |                                         |                                         |  |  |        |        |
|  | Toulon Élite (D1)                       | 3 tab 1                                 | TA Rennes              | 2       |                                             |                                             |  |  |                                         |                                         |  |  |        |        |
|  | 16h00                                   |                                         | TA Rennes              | 2       |                                             |                                             |  |  |                                         |                                         |  |  |        |        |
|  | Garges Djibson                          | 3                                       |                        |         |                                             |                                             |  |  |                                         |                                         |  |  |        |        |
|  | Garges Djibson                          | 3                                       | SC Marcouville (R)     | 0       |                                             |                                             |  |  |                                         |                                         |  |  |        |        |
|  |                                         |                                         | SC Marcouville (R)     | 0       |                                             |                                             |  |  |                                         |                                         |  |  |        |        |
|  | TA Rennes (D2)                          | 1                                       |                        |         |                                             |                                             |  |  |                                         |                                         |  |  |        |        |
|  | TA Rennes (D2)                          | 1                                       | Garges Djibson         | 1       |                                             |                                             |  |  |                                         |                                         |  |  |        |        |
|  | 16h00                                   |                                         | Garges Djibson         | 1       |                                             |                                             |  |  |                                         |                                         |  |  |        |        |
|  |                                         | Sporting Paris                          | 7                      |         |                                             |                                             |  |  |                                         |                                         |  |  |        |        |
|  | Kremlin-Bicêtre F. (D1)                 | Sporting Paris                          | 7                      | 5       |                                             |                                             |  |  |                                         |                                         |  |  |        |        |
|  | Kremlin-Bicêtre F. (D1)                 |                                         |                        | 5       |                                             |                                             |  |  |                                         |                                         |  |  |        |        |
|  | Bagneux Futsal (D2)                     | 1                                       |                        |         |                                             |                                             |  |  |                                         |                                         |  |  |        |        |
|  | Bagneux Futsal (D2)                     | 1                                       | Sporting Club Paris    | 4       |                                             |                                             |  |  |                                         |                                         |  |  |        |        |
|  | 16h00                                   |                                         | Sporting Club Paris    | 4       |                                             |                                             |  |  |                                         |                                         |  |  |        |        |
|  | Toulon Élite                            | 2                                       |                        |         |                                             |                                             |  |  |                                         |                                         |  |  |        |        |
|  | Toulon Élite                            | 2                                       | Héricourt SG (R)       | 3       |                                             |                                             |  |  |                                         |                                         |  |  |        |        |
|  |                                         |                                         | Héricourt SG (R)       | 3       |                                             |                                             |  |  |                                         |                                         |  |  |        |        |
|  | Sporting Paris (D1)                     | 9                                       |                        |         |                                             |                                             |  |  |                                         |                                         |  |  |        |        |
|  | Sporting Paris (D1)                     | 9                                       | Sporting Club Paris    | 4       |                                             |                                             |  |  |                                         |                                         |  |  |        |        |
|  | 16h00                                   |                                         | Sporting Club Paris    | 4       |                                             |                                             |  |  |                                         |                                         |  |  |        |        |
|  | Paris ACASA                             | 1                                       |                        |         |                                             |                                             |  |  |                                         |                                         |  |  |        |        |
|  | Paris ACASA                             | 1                                       | ACCES FC (D1)          |         |                                             |                                             |  |  |                                         |                                         |  |  |        |        |
|  |                                         |                                         |                        |         |                                             |                                             |  |  |                                         |                                         |  |  |        |        |
|  | Garges Djibson (D1)                     |                                         |                        |         |                                             |                                             |  |  |                                         |                                         |  |  |        |        |
|  | Kremlin-Bicêtre F.                      | 2                                       |                        |         |                                             |                                             |  |  |                                         |                                         |  |  |        |        |
|  | Kremlin-Bicêtre F.                      | 2                                       | 20h00                  |         |                                             |                                             |  |  |                                         |                                         |  |  |        |        |
|  | Orchies Pévèle FC                       | 1                                       |                        |         |                                             |                                             |  |  |                                         |                                         |  |  |        |        |
|  | Orchies Pévèle FC                       | 1                                       | Orchies Pévèle FC (D2) | 5       |                                             |                                             |  |  |                                         |                                         |  |  |        |        |
|  |                                         |                                         | Orchies Pévèle FC (D2) | 5       |                                             |                                             |  |  |                                         |                                         |  |  |        |        |
|  | Toulouse Métropole (D2)                 | 4                                       |                        |         |                                             |                                             |  |  |                                         |                                         |  |  |        |        |

### Finale
Le Sporting Club de Paris emmené par Rodolphe Lopes prend rapidement les devants avec trois buts inscrits dans les huit premières minutes de jeu. Garges Djibson réduit alors le score, avant de céder une quatrième fois à quelques secondes de la mi-temps (1-4). Les Verts et Blancs confirment en seconde période avec trois nouveaux buts (1-7).
| Titulaires :   |                  |  |
|                |                  |  |
| 20             | Francis Lokoka   |  |
| 5              | Daniel Mendy     |  |
| 14             | Morrison Owusu   |  |
| 10             | Landry N'Gala    |  |
| 19             | Samba Kebe       |  |
|                |                  |  |
| Remplaçants :  |                  |  |
| 1              | Faouziddine Abal |  |
| 8              | Ronny Zakehi     |  |
| 11             | Ouassini Guirio  |  |
| 13             | Jordan Plé       |  |
| 6              | Parfait Mendy    |  |
| 16             | Bilel Berbak     |  |
| 17             | Hichem Zaheir    |  |
|                |                  |  |
| Entraîneur :   |                  |  |
| Sérgio Benatti |                  |  |

| Titulaires :   |                            |  |
|                |                            |  |
| 1              | Tiago Cavalheiro           |  |
| 16             | Borges Dos Santos Fabricio |  |
| 9              | Albert Ségura              |  |
| 14             | Jonathan Camara            |  |
| 15             | Arthur Tchaptchet          |  |
|                |                            |  |
| Remplaçants :  |                            |  |
| 20             | Samyr Teffaf               |  |
| 21             | Jefferson Correira         |  |
| 13             | Roby Makiadi               |  |
| 12             | Yves Pichard               |  |
| 19             | Ayoub Saadaoui             |  |
| 8              | Steven Ndukuta             |  |
| 7              | Michael De Sa Andrade      |  |
|                |                            |  |
| Entraîneur :   |                            |  |
| Rodolphe Lopes |                            |  |

| Titulaires :   |                  |  |
|                |                  |  |
| 20             | Francis Lokoka   |  |
| 5              | Daniel Mendy     |  |
| 14             | Morrison Owusu   |  |
| 10             | Landry N'Gala    |  |
| 19             | Samba Kebe       |  |
|                |                  |  |
| Remplaçants :  |                  |  |
| 1              | Faouziddine Abal |  |
| 8              | Ronny Zakehi     |  |
| 11             | Ouassini Guirio  |  |
| 13             | Jordan Plé       |  |
| 6              | Parfait Mendy    |  |
| 16             | Bilel Berbak     |  |
| 17             | Hichem Zaheir    |  |
|                |                  |  |
| Entraîneur :   |                  |  |
| Sérgio Benatti |                  |  |

| Titulaires :   |                            |  |
|                |                            |  |
| 1              | Tiago Cavalheiro           |  |
| 16             | Borges Dos Santos Fabricio |  |
| 9              | Albert Ségura              |  |
| 14             | Jonathan Camara            |  |
| 15             | Arthur Tchaptchet          |  |
|                |                            |  |
| Remplaçants :  |                            |  |
| 20             | Samyr Teffaf               |  |
| 21             | Jefferson Correira         |  |
| 13             | Roby Makiadi               |  |
| 12             | Yves Pichard               |  |
| 19             | Ayoub Saadaoui             |  |
| 8              | Steven Ndukuta             |  |
| 7              | Michael De Sa Andrade      |  |
|                |                            |  |
| Entraîneur :   |                            |  |
| Rodolphe Lopes |                            |  |

## Synthèse

### Nombre d'équipes par division et par tour
| Divisions \ Manches | 32es de finale | 16es de finale | 8es de finale | Quarts de finale | Demi-finales  | Finale        | Vainqueur     |
| ------------------- | -------------- | -------------- | ------------- | ---------------- | ------------- | ------------- | ------------- |
| Division 1 (D1)     | 12             | 9              | 7             | 6                | 4             | 2             | 1             |
| Division 2 (D2)     | 16             | 10             | 6             | 2                | aucune équipe | aucune équipe | aucune équipe |
| Régional (R)        | 32             | 12             | 3             | aucune équipe    | aucune équipe | aucune équipe | aucune équipe |
| Départemental (d)   | 4              | 1              | aucune équipe | aucune équipe    | aucune équipe | aucune équipe | aucune équipe |
| Total               | 64             | 32             | 16            | 8                | 4             | 2             | 1             |

### Parcours des clubs de D1 et D2
Les treize clubs de Division 1 entrent dans la compétition en 32es de finale. Les dix-neuf équipes de D2 le font au tour précédent, les finales régionales.
| Clubs                    | Tour atteint     |
| ------------------------ | ---------------- |
| Montpellier Méditerranée | 8es de finale    |
| Toulouse Métropole       | 8es de finale    |
| Clénay FCVN              | 16es de finale   |
| Pfastatt Futsal          | 16es de finale   |
| Plaisance All-Stars      | 32es de finale   |
| Vénissieux FC            | 32es de finale   |
| USJ Furiani              | 32es de finale   |
| AS Martel Caluire        | 32es de finale   |
| Neuhof Futsal            | finale régionale |
| Kingersheim Futsal       | finale régionale |

| Clubs                | Tour atteint     |
| -------------------- | ---------------- |
| Orchies Pévèle FC    | Quarts de finale |
| TA Rennes            | Quarts de finale |
| Bagneux Futsal       | 8es de finale    |
| EU Torcy Futsal      | 8es de finale    |
| Hérouville Futsal    | 16es de finale   |
| AJM Faches-Thumesnil | 16es de finale   |
| Étoile lavalloise    | 32es de finale   |
| Reims Métropole      | 32es de finale   |
| Nantes C'West        | 32es de finale   |
| FC Compiègne         | finale régionale |

| Clubs                    | Tour atteint     |
| ------------------------ | ---------------- |
| Sporting Club de Paris   | Vainqueur        |
| Garges Djibson ASC       | Finaliste        |
| Kremlin-Bicêtre futsal T | Demi-finales     |
| Paris ACASA              | Demi-finales     |
| Toulon ÉF                | Quarts de finale |
| Nantes Métropole Futsal  | Quarts de finale |
| Acces FC                 | 8es de finale    |
| Béthune Futsal Club      | 16es de finale   |
| Bastia Agglo Futsal      | 16es de finale   |
| Roubaix AFS              | 32es de finale   |
| Beaucaire Futsal         | 32es de finale   |
| UJS Toulouse             | 32es de finale   |

### Clubs nationaux éliminés par des clubs de niveau inférieurs
| Club national            | Adversaire                 | Score       | Tour           |
| ------------------------ | -------------------------- | ----------- | -------------- |
| Vénissieux FC (D2)       | Toulon Est (R)             | 9 - 2       | 32es de finale |
| Beaucaire Futsal (D1)    | Condrieu FC (R)            | 4 - 3       | 32es de finale |
| UJS Toulouse (D1)        | FC Chavanoz (R)            | 5 - 7       | 32es de finale |
| Plaisance All Stars (D2) | Saint-Henri FC (R)         | 4 - 2       | 32es de finale |
| Nantes C'West (D2)       | Chateaugiron Masia FC (3)  | 3 - 2       | 32es de finale |
| Roubaix AFS (D1)         | Orchies Pévèle FC (D2)     | 3-3 tab 3-2 | 32es de finale |
| Béthune Futsal (D1)      | Orchies Pévèle FC (D2)     | 2 - 6       | 16es de finale |
| Bastia Agglo (D1)        | Toulouse Métropole FC (D2) | 5 - 2       | 16es de finale |